# Manfred Baumann (Journalist)

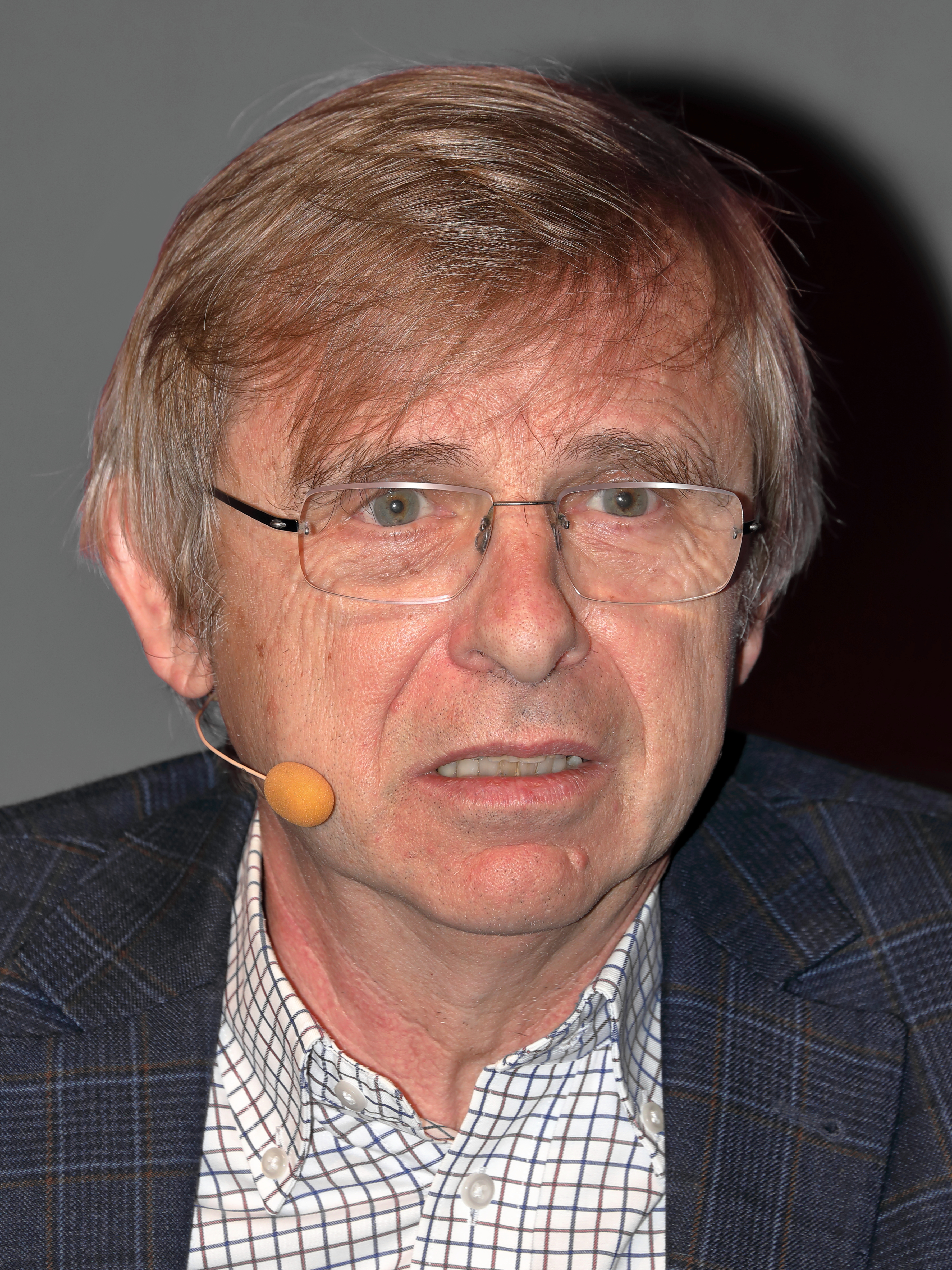
Manfred Baumann (2024)

Manfred Baumann (* 9. Dezember 1956 in Hallein) ist ein österreichischer Journalist, Autor, Kabarettist und ORF-Redakteur.

## Leben

### Ausbildung und berufliche Laufbahn
Baumann studierte Germanistik und Publizistik an der Universität Salzburg. Schon während des Studiums begann er für den ORF Salzburg zu arbeiten, als Programmredakteur und Autor. 1994 baute er die Radio-Trailer-Redaktion auf und übernahm die Entwicklung und Sendungsverantwortung des Kulturmagazins Papageno, 1998 den Aufbau der Kreativ-Redaktion. Zudem wurde er Leiter der Programmgestaltung. Seit 2010 ist er auch Leiter der Volkskultur. Von 2003 bis 2011 unterrichtete Baumann an der Universität Salzburg, Fachbereich Kommunikationswissenschaften.

### Tätigkeiten
1979 erschien sein erstes Hörspiel, 1982 das erste Kabarettprogramm. Seit damals ist Manfred Baumann auch regelmäßig als Autor, Kabarettist und Regisseur tätig.
2016 gründete er das Salzburger Festival für neue Volkskultur Bodenständig, für 2025 übergab er die Gestaltung des Programms an Anna Buchegger.

### Kabarettist
2007 gründete er zusammen mit Fritz Messner und Peter Blaikner das Trio ‚Kultkabarett‘. Bisher sind fünf Kabarettprogramme entstanden: Bauer sucht Herbst (2007), Waidmann sucht Heil (2009), Meier sucht Verein (2011), Freunderl sucht Wirtschaft (??), Plauschangriff (2020).

### Autor
Mit Jedermanntod. Ein Salzburg-Krimi begann Baumann 2010 auch seine Karriere als Krimiautor mit Romanen rund um den Salzburger Ermittler Kommissar Martin Merana. Seither erscheinen etwa im Jahrestakt weitere Kriminalromane der Reihe beim Gmeiner-Verlag. Der vierte Fall Drachenjungfrau wurde 2015 für die ORF-Landkrimi-Fernsehreihe verfilmt.

## Auszeichnungen
1994 erhielt Manfred Baumann den Halleiner Kulturpreis.

## Veröffentlichungen
- 2010 Jedermanntod. Ein Salzburg-Krimi. (Gmeiner-Verlag)
- 2011 Wasserspiele. Meranas zweiter Fall (Gmeiner-Verlag)
- 2012 Zauberflötenrache. Meranas dritter Fall (Gmeiner-Verlag)
- 2014 Drachenjungfrau. Meranas vierter Fall (Gmeiner-Verlag)
- 2014 Maroni, Mord und Hallelujah. Kriminelle Weihnachten (Gmeiner-Verlag)
- 2015 Mozartkugelkomplott. Meranas fünfter Fall (Gmeiner-Verlag)
- 2016 Salbei, Dill und Totengrün, 9 Kräuter-Krimis, Gmeiner-Verlag, 2016, ISBN 978-3-8392-1927-0.
- 2016 Glühwein, Mord und Gloria, Kriminalgeschichten, Gmeiner-Verlag, 2016, ISBN 978-3-8392-1950-8.
- 2017 Blutkraut, Wermut, Teufelskralle, 6 Kräuter-Krimis, Gmeiner-Verlag, 2017, ISBN 978-3-8392-2099-3.
- 2018 Todesfontäne, Meranas sechster Fall, Gmeiner-Verlag, 2018, ISBN 978-3-8392-2345-1.
- 2018 Das Stille Nacht Geheimnis, Gmeiner-Verlag, 2018, ISBN 978-3-8392-2339-0.
- 2019 Marionettenverschwörung, Meranas siebter Fall, Gmeiner-Verlag, ISBN 978-3-8392-2458-8.
- 2020 Jedermannfluch, Meranas achter Fall, Gmeiner-Verlag, ISBN 978-3-8392-2722-0.
- 2021 Salzburgsünde, Meranas neunter Fall, Gmeiner-Verlag, ISBN 978-3-8392-0075-9.
- 2022 Salzburgrache, Meranas zehnter Fall, Gmeiner-Verlag, ISBN 978-3-8392-0298-2.
- 2023 Mörderwalzer, Meranas elfter  Fall, Gmeiner-Verlag, ISBN 978-3-8392-0494-8.
- 2024 Christbaum, Mord und Engelshaar, Kriminelle Weihnachten, Gmeiner-Verlag, ISBN 978-3-8392-0675-1.
- 2025 Salzburgwut, Meranas zwölfter Fall, Gmeiner-Verlag, ISBN 978-3-8392-0902-8.